# Microcos crassifolia
Microcos crassifolia är en malvaväxtart som beskrevs av Karl Ewald Maximilian Burret. Microcos crassifolia ingår i släktet Microcos och familjen malvaväxter. Inga underarter finns listade i Catalogue of Life.